# Chartuzac
Chartuzac – miejscowość i gmina we Francji, w regionie Nowa Akwitania, w departamencie Charente-Maritime.
Według danych na rok 1990 gminę zamieszkiwało 167 osób, a gęstość zaludnienia wynosiła 70 osób/km² (wśród 1467 gmin regionu Poitou-Charentes Chartuzac plasuje się na 828. miejscu pod względem liczby ludności, natomiast pod względem powierzchni na miejscu 1137.).